# Taula de vitraller

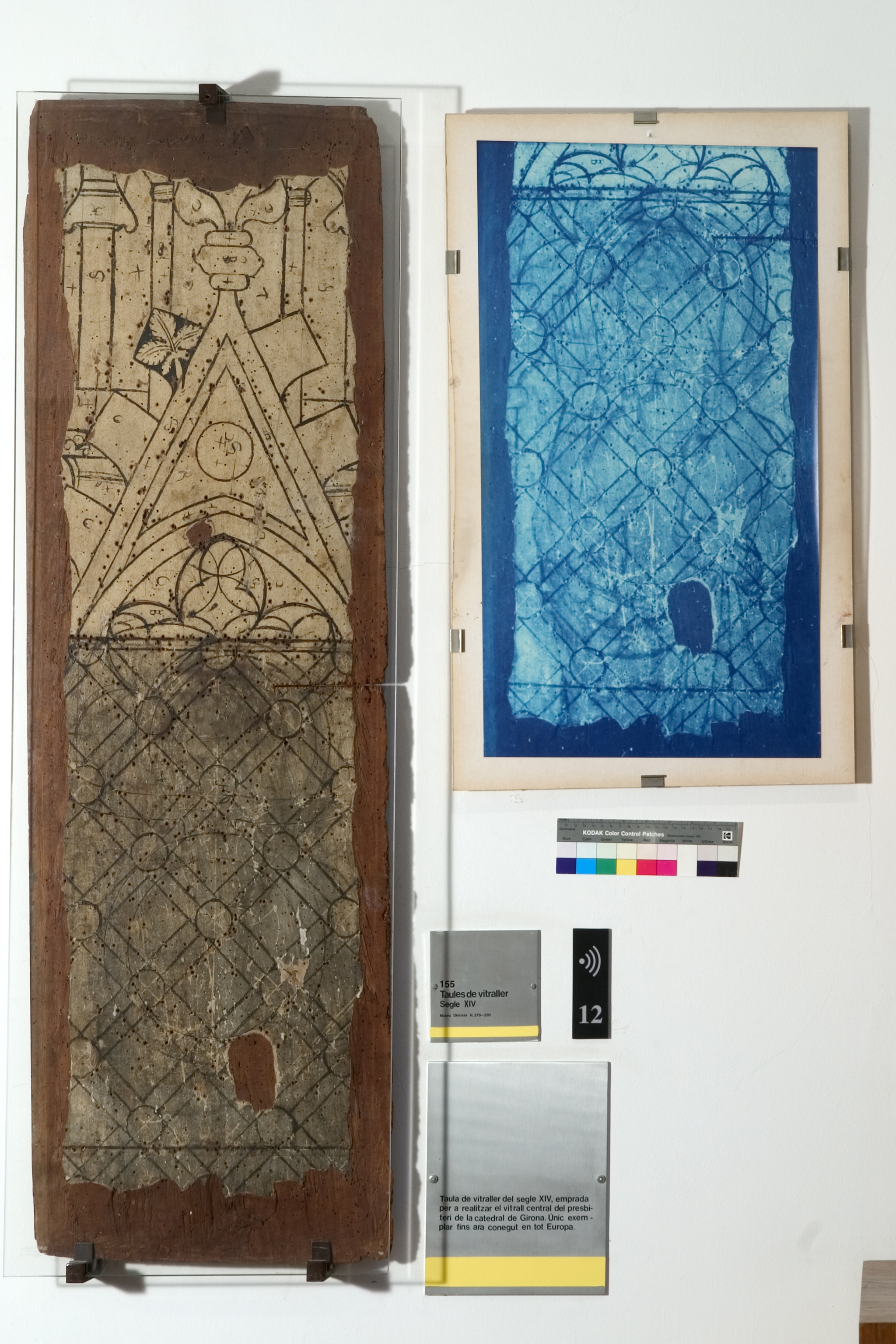
Taula de vitraller gòtica, s.XIV i fotografia ultraviolada.

La taula o post de vitraller és la planxa de fusta on, degudament preparat, es realitzava tot el procés d'elaboració del vitrall. Sobre la taula, emblanquinada, el vitraller gòtic dibuixava el vitrall a mida natural, amb tots els elements característics del vitrall d'aquella època, ornamentals, arquitectònics, i sobretot, les imatges.
sobre la taula, seguint el dibuix traçat. Aquesta superfície servia per a marcar i tallar les peces amb l'ajut d'un ferro roent, peces que un cop pintades i cuites 'emplomarien' seguint les formes del dibuix traçat sobre el tauló.

## Les taules de vitraller del Museu d'Art de Girona
Encara que no úniques del tot, perquè al darrere d'un dels altars de la Catedral de Brandenburg se'n conserva un altre exemplar, el seu immillorable estat de conservació i la seva connexió directe amb alguns del vitralls del Presbiteri de la Catedral de Girona les converteix en les peces més valuoses per a entendre el funcionament d'aquesta tècnica medieval. Les taules de vitraller gòtiques que es conserven al Museu d'Art de Girona han permès conèixer en profunditat el procés de realització dels vitralls. Un dels dibuixos que presenta aquesta taula correspon a un vitrall de la catedral de Santa Maria de Girona, en concret el de l'Anunciació. L'estudi d'aquesta taula amb llum ultraviolada ha permès veure que, sota els dibuixos geomètrics de la superfície, hi ha un dibuix de la Mare de Déu, que figura en l'esmentat vitrall de l'Anunciació.
Abans del descobriment de les taules, el procediment i la tècnica des d'un punt de vista pràctic i didàctic dels vitralls medievals eren coneguts gràcies al monjo benedictí d'origen germànic Theophilus. Va escriure un tractat titulat "Schedulae diversarum artium", que consta de tres llibres: el primer dedicat a la pintura, el segon dedicat al vidre i el tercer dedicat al treball del metall. Del segon llibre, el capítol 17, Theophilus descriu amb precisió el procés de realització d'un vitrall dibuixant a sobre la fusta. El capítol 18 explica com tallar el vidre, el capítol 19 parla del pigment amb el qual es pinta el vidre, el capítol 27 tracta el muntatge i soldadura dels vitralls.